# 프윌 (충돌구)

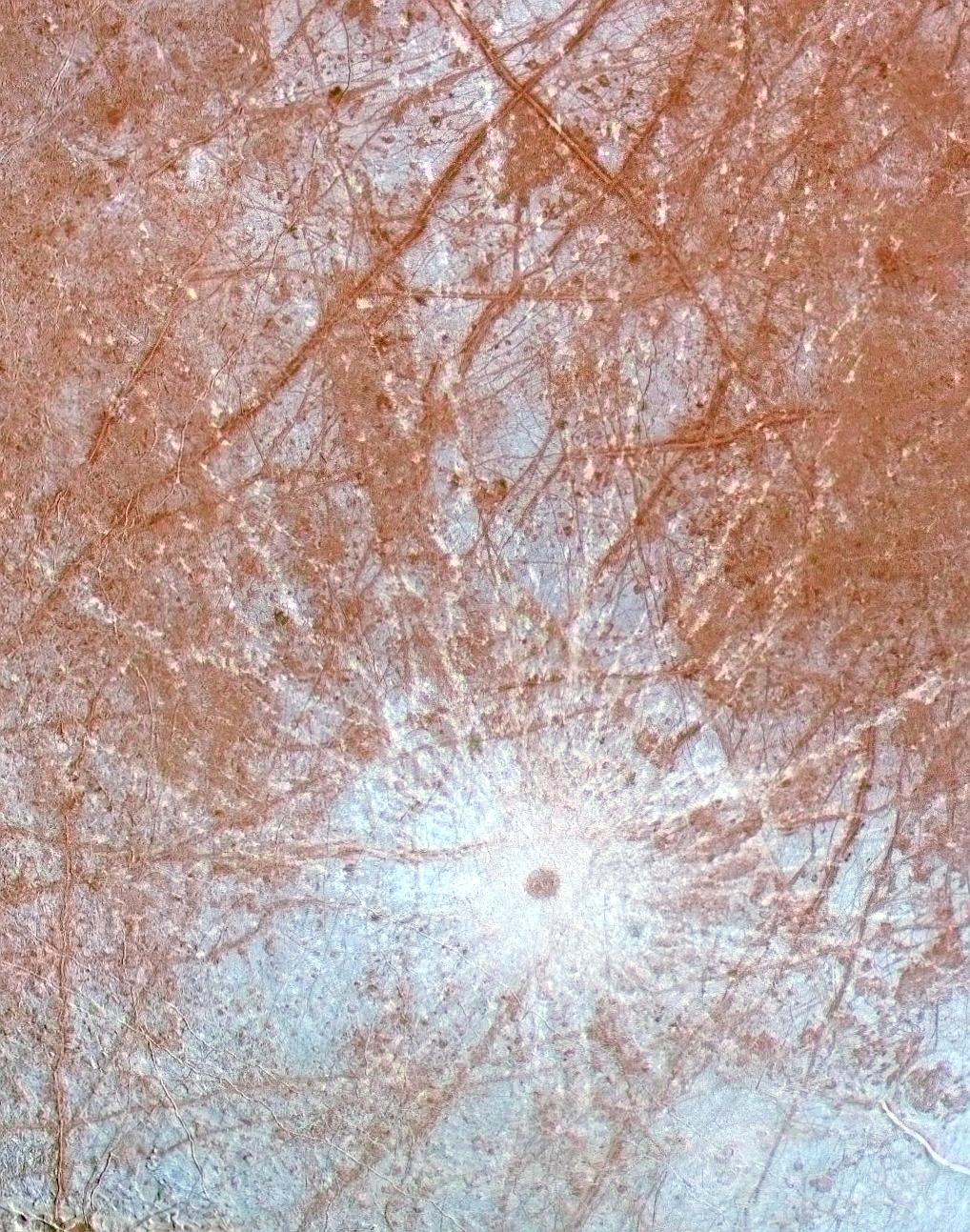
미국 항공우주국의 갈릴레오 탐사선이 찍은 고화질의 흑백 사진과 컬러 사진을 합성해서 만든 사진. 오른쪽에서 태양이 충돌구를 비추고 있을 때 찍은 사진이다. 코나마나 카오스 지역은 충돌구 바로 위, 표면의 선들이 "X" 모양을 형성하고 있는 곳 바로 아래에 있다.

프윌(영어: Pwyll) 또는 푸일(웨일스어: Pwyll)은 충돌구로써, 목성의 위성 유로파에서 가장 젊은 지형 중 하나라고 추측되고 있다.

프윌의 어두운 중심 부분은 지름이 약 26km이고, 600미터 정도 솟아올라 있다. 
충돌 지역에서 많은 파편들이 뿜어져 나와 수백 킬로미터 밖으로 확산되었다. 이 과정에서 확산된 파편들은 하얀색으로써, 표면에서 매우 눈에 띈다. 이는 주변 지형보다 파편이 더 나이가 적음을 나타낸다. 밝은 하얀색은 또한 물의 존재를 나타낸다.

## 같이 보기
- 유로파의 충돌구 목록
- 유로파의 지질 구조 목록